# Zytek Z11SN
Der Zytek Z11SN war ein Motorsport-Prototyp, den Zytek Engineering 2011 für den Einsatz bei Sportwagenrennen entwickelte.

## Entwicklungsgeschichte und Technik
2012 bekamen die Sportwagen mit der FIA-Langstrecken-Weltmeisterschaft eine neue Rennserie. Das sportliche und technische Reglement galt 2011 schon in der European- und der American Le Mans Series.
Bei Zytek konstruierte Tim Holloway mit dem Z11SN einen Rennwagen für die LMP2-Klasse der Meisterschaft, der schon 2011 zu ersten Rennen gemeldet wurde. Zytek hatte in der Vergangenheit Fahrzeuge für die LMP1-Klasse gebaut. Der Zytek 07S debütierte 2007, sein Nachfolger, der Ginetta-Zytek GZ09S, im Jahr 2009. Alle folgenden Zytek-Prototypen waren offene Spyder und Weiterentwicklungen des 07S.
Mit Nismo, der Motorsportabteilung des japanischen Automobilherstellers Nissan, schloss Zytek einen langfristigen Liefervertrag ab und kam so an konkurrenzfähige Motoren. Der 4,5-Liter-V-8-Motor war das bewährte VK45DE-Aggregat aus dem in der Super GT eingesetzten Nissan GT-R. Der 155 kg schwere Motor leistete 343 Kilowatt bzw. rund 465 PS.

## Renngeschichte
Erster Abnehmer eines Z11SN war der britische Motorsport-Rennstall Greaves Motorsport, der im Frühjahr 2011 Fahrgestell Z11SN-03 erhielt, ein altes 07S-Fahrgestell, das außer dem Nissan-Motor eine neue Karosserie erhalten hatte. Das Renndebüt gab der Z11SN beim 6-Stunden-Rennen von Le Castellet 2011, wo Gary Chalandon, Karim Ojjeh und Tom Kimber-Smith den dritten Gesamtrang erreichten. Der Z11SN etablierte sich als der schnellste LMP2-Rennwagen, wodurch die drei Greaves-Motorsport-Piloten am Ende des Jahres die LMP2-Saisonwertung gewannen.
Mit dem Beginn der Langstrecken-Weltmeisterschaft kam Jota als zweites Einsatzteam hinzu. Mit dem Oreca 03 und dem Morgan LMP2 erwuchsen dem Zytek zwei gleichstarke Konkurrenten, deren Fahrgestelle konsequente Neukonstruktionen waren, woraufhin Greaves Motorsport in der Endabrechnung der LMP2-Trophy nur den fünften Rang erreichte. Bis zum Ende der Einsatzzeit mit dem Ablauf der Saison 2014 wurden vier Z11SN-Chassis 76-mal bei Sportwagenrennen gemeldet. Dabei gab es zwei Gesamt- und sechs Klassensiege. Die Gesamtsiege gelangen Simon Dolan und Oliver Turvey beim 3-Stunden-Rennen von Silverstone 2013 sowie dem Trio Harry Tincknell/Simon Dolan/Filipe Albuquerque beim 4-Stunden-Rennen von Imola 2014.